# 2000
2000 (MM) a fost un an bisect al calendarului gregorian, care a început într-o zi de sâmbătă. A fost al 2000-lea an d.Hr., ultimul an din mileniul al II-lea și din secolul al XX-lea, precum și primul an din deceniul 2000-2009. A fost desemnat:
- Anul Internațional pentru Cultura Păcii.
- Anul Internațional al Matematicii.

## Evenimente

### Ianuarie

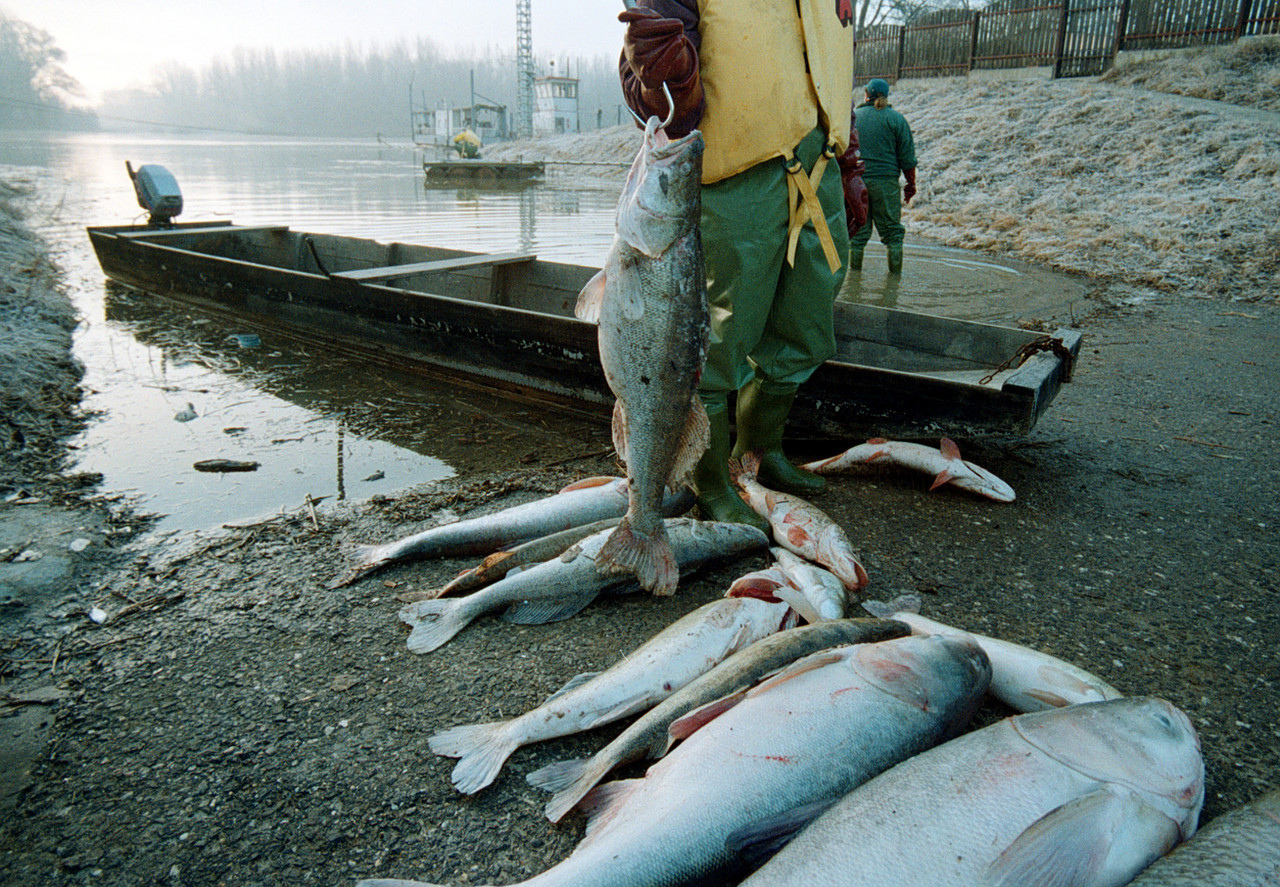
Scurgerea de cianură de la Baia Mare

- 1 ianuarie: Limba arabă devine unica limbă oficială în Tunisia, în detrimentul limbii franceze, utilizată până în acest an pe scara largă în administrația țării.
- 16 ianuarie: Eclipsă totală de soare. Vizibilitate maximă în SUA, Canada și America de Sud.
- 30-31 ianuarie: Are loc Scurgerea de cianură de la Baia Mare. Cianura deversată a afectat râurile Săsar, Lăpuș, Someș, Tisa și Dunăre, înainte de a ajunge la Marea Neagră.

### Februarie
- 1 februarie: Alegerile pentru președinția Senatului au fost câștigate de liberalul Mircea Ionescu Quintus (72 voturi pentru, 38 împotrivă) care l-a învins în competiție pe senatorul PD, Dan Vasiliu. Funcția rămăsese vacantă prin numirea lui Petre Roman, fostul președinte al Senatului, la conducerea Ministerului de Externe.
- 15 februarie: Președintele Germaniei, Johannes Rau, aflat în vizită în Israel, și-a cerut în mod public iertare poporului evreu pentru Holocaust.
- 15 februarie: La Bruxelles are loc ceremonia de începere oficială a negocierilor de aderare la UE a celor șase state recent invitate: România, Slovacia, Letonia, Lituania, Bulgaria, Malta.
- 17 februarie: Microsoft lansează programul de operare Windows 2000.
- 19 februarie: La Convenția Națională a PD, Petre Roman este reales în funcția de președinte al partidului.
- 21 februarie: Ion Iliescu, liderul PDSR și Pavel Todoran, liderul sindicatului CNSLR-Frăția, semnează un acord de colaborare care prevede ca pe listele de candidați la alegeri ale PDSR să figureze și sindicaliști de la CNSLR-Frăția, iar membrii acestei confederații sindicale urmează să-i voteze pe candidații PDSR.[1]
- 24 februarie: Senatorul George Pruteanu, plecat din PNȚCD în 1998, anunță de la tribuna Parlamentului că se înscrie în PDSR.
- 25 februarie: Se naște o nouă alianță politică: Polul Democrat-Social din România (PDSR). PUR și PDSR și-au botezat alianța astfel încât acronimul să fie tot PDSR. Liderii celor două formațiuni, Ion Iliescu și Dan Voiculescu, cad de acord să aibă listă comună la alegerile parlamentare și să susțină același candidat la alegerile prezidențiale.[1]

### Martie

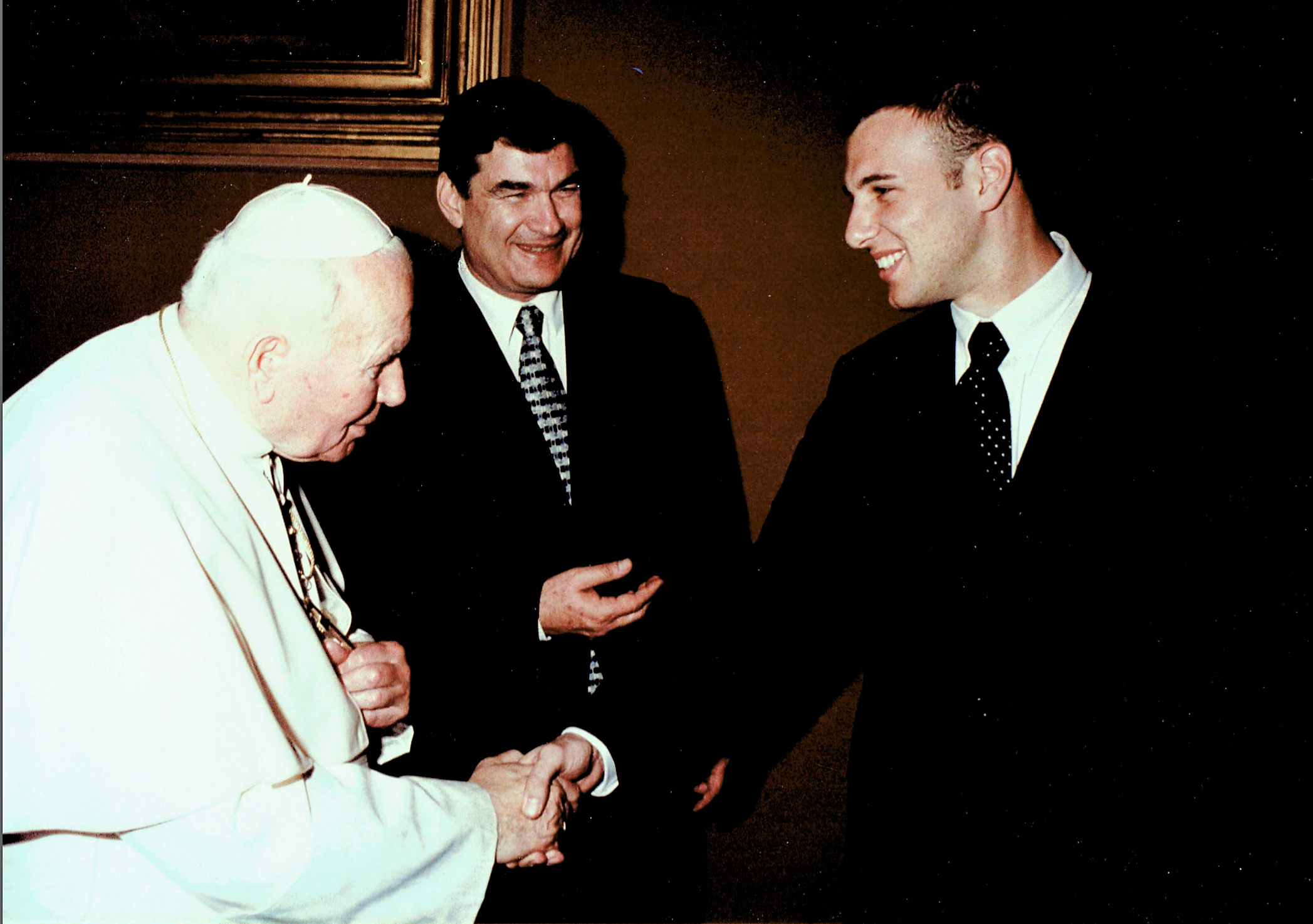
Papa Ioan Paul al II-lea vizitează Israel.

- 21 martie: Papa Ioan Paul al II-lea începe prima vizită oficială a unui pontif romano-catolic în Israel.
- 26 martie: Alegeri prezidențiale în Rusia. Vladimir Putin este ales președinte în primul său mandat.
- 26 martie: Filmul American Beauty câștigă premiul Oscar pentru Cel mai bun film.
- 28 martie: Se încheie recensământul membrilor de sindicat efectuat de Agenția Națională de Ocupare și Formare profesională. Cel mai mare număr de membri de sindicat îi are CNSLR-Frăția - 639.845, urmată de Blocul Național Sindical - 388.666; CSDR - 317.108, Cartel „Alfa” - 316.425.
- 29-30 martie: Conferință la Bruxelles prin care vor fi susținute proiectele cu demarare rapidă ale statelor care au avut pierderi din cauza războiului din Kosovo: Albania, Macedonia, Bulgaria, Muntenegru, România, Croația, Bosnia cu 2,4 miliarde de dolari. România a obținut finanțări pentru: două tronsoane de șosea care fac parte din coridoarele transeuropene - 151 km între București și Cernavodă și 48 km între București și Giurgiu; s-a mai aprobat finanțarea lucrărilor pentru începerea lucrărilor la podul de peste Dunăre, dintre România și Bulgaria, în zona Calafat-Vidin, și s-a dispus refacerea podului de la Novi Sad care, după ce a fost bombardat, a blocat traficul pe Dunăre, provocând României pagube considerabile.[2]

### Aprilie
- 3 aprilie: După 7 ani de așteptări, la Strasbourg, PDSR este admis membru cu drepturi depline în Grupul socialist al Adunării Parlamentare a Consiliului Europei. PD-istul Bogdan Niculescu Duvăz a pledat cu convingere pentru cauza PDSR.[2]
- 26 aprilie: Se lansează postul de televiziune, din trustul Media Pro, Pro TV Internațional.
- 28 aprilie: La Chișinău se semnează Tratatul de parteneriat privilegiat și cooperare între România și Republica Moldova de către miniștrii de Externe ai celor două țări - Petre Roman (România) și Nicolae Tăbăcaru (Republica Moldova).

### Mai
- 5 mai: Are loc o aliniere rară a corpurilor cerești (Soare, Lună, Mercur-Saturn) în timpul Lunii noi.[3]
- 11-31 mai: La Cluj-Napoca aproximativ 200 de oameni se adună în fața sediului Fondului Național de Investiții (FNI) pentru a încerca să-și recupereze banii depuși. În zilele următoare fenomenul ia amploare, astfel că în mai multe localități din țară sediile FNI sunt luate cu asalt de investitorii care-și cer banii înapoi. Ioana Maria Vlas, președinta SOV Invest, societatea care administrează Fondul, solicită (24 mai) suspendarea temporară a activității FNI. În urma încetării de plăți, numărul investitorilor care vor să-și recupereze banii crește alarmant. La 25 mai Ioana Maria Vlas își anunță demisia din funcție, din motive de sănătate. Poliția precizează că Ioana Maria Vlas a părăsit România, încă din 22 mai. Parchetul Curții Supreme de Justiție emite (31 mai) mandate de arestare pentru Ioana Maria Vlas și alți trei membri ai Consiliului de Administrație ai SOV Invest.[4]
- 23-25 mai: Regina Margareta a II-a a Danemarcei, împreună cu Prințul Consort Henrik, efectuează o vizită de stat în România, la invitația președintelui Emil Constantinescu.

### Iunie
- 2 iunie: Petre Roman, ministrul de Externe anunță că România a încheiat cu succes negocierile cu UE în vederea integrării pentru primele cinci capitole și urmează să-și continue negocierile pentru încă opt capitole.
- 4 iunie: Primul tur al alegerilor locale din România. Pentru funcția de primar general al Capitalei s-au înscris în cursa electorală 36 de candidați. Candidații situați pe primele două locuri după primul tur de scrutin sunt: Sorin Oprescu (PDSR) care a obținut 41,16% din voturi și Traian Băsescu (PD), cu 17,19%.
- 5 iunie: Agențiile Băncii Populare Române din Cluj-Napoca și București au sistat plățile pentru șase luni. Banca Populară Română se află în dificultate datorită valului mare de cereri de retragere a depunerilor, după zvonul că banca nu mai prezentă garanții.[5]
- 6-8 iunie: Băncile populare din mai multe localități sunt luate cu asalt de depunătorii care vor să-și retragă banii pentru că nu mai au încredere în acest gen de bănci. În România funcționau la acel moment aproximativ 2000 de bănci populare.[5]
- 7 iunie: Protestele investitorilor la FNI n-au încetat de la începutul crizei (11 mai) și iau forme tot mai severe: blocări de drumuri, greve ale foamei, atacuri cu pietre.[5]
- 7 iunie: PNȚCD l-a exclus pe Cainenco Petrovici, fostul președinte al CEC, care a semnat, alături de Ioana Maria Vlas, ca beneficiar, contractul prin care se garantau certificatele de investitori la FNI.[5]
- 18 iunie: Al doilea tur al alegerilor locale din România. PDSR obține 36,71% din voturi, PD - 12,68%, CDR - 11,08%, PNL - 8,81%, ApR - 8,54%, independenții - 6,15%, UDMR - 3,06%, PRM - 2,81%. Primăria Generală a Capitalei este câștigată de vicepreședintele PD, Traian Băsescu, cu 50,69% din voturi care îl îmvinge pe candidatul PDSR, Sorin Oprescu (49,31 % din voturi). Toate celelalte primării de sector din București sunt câștigate de candidați PDSR.
- 23 iunie: Patriarhul Teoctist îl vizitează pe cardinalul Alexandru Todea la reședința acestuia din Reghin. Vizita este o premieră după reintrarea Bisericii Române Unite cu Roma în legalitate.
- 28 iunie: Guvernul stabilește pragul de 5% pentru accesul partidelor în viitorul Parlament. Pentru alianțele electorale, la pragul de 5% se adaugă 3% pentru al doilea partid al alianței și 1% pentru fiecare din celelalte partide, începând cu al treilea.[6]
- 29 iunie: Se dă publicității Raportul pe anul 2000 al Programului Națiunilor Unite pentru Dezvoltare, care clasifică 174 de state în funcție de condițiile generale de viață de care beneficiază cetățenii lor, respectiv venitul pe cap de locuitor, asistența medicală, condițiile de educație, speranța de viață. România ocupă locul 64. Primele trei state sunt: Canada, Norvegia, SUA. Dintre țările foste socialiste cele mai multe se află mai bine plasate decât România: Slovenia - 29, Cehia - 33, Slovacia - 40, Ungaria - 43, Polonia - 44, Estonia - 46, Croația - 49, Lituania - 52, Belarus - 57, Bulgaria - 60, Rusia - 62, Letonia - 63. În urma României sunt Macedonia și Albania.[6]

### Iulie
- 1 iulie: Este inaugurat Podul Øresund, care face legătura între Danemarca și Suedia.
- 17 iulie: Președintele Emil Constantinescu anunță, într-o intervenție televizată, că a hotărât să nu candideze pentru un al doilea mandat de președinte al României.
- 25 iulie: Un avion Concorde, aparținând Air France, se prăbușește în Gonesse, Franța. Toți cei 100 de pasageri au murit în accident, de asemenea întregul echipaj (9 persoane) și 4 oameni pe pământ. Acest tip de avion a fost retras din circulație trei ani mai târziu.

### August
- 7 august: Liderii PNȚCD, loan Mureșan, Remus Opriș, ai UFD, Varujan Vosganian, Adrian lorgulescu și liderul FER, Alexandru lonescu, hotărăsc constituirea unei noi alianțe de centru dreapta, CDR 2000, care va susține un unic candidat la alegerile prezidențiale, preferatul fiind Mugur Isărescu. Oficial, CDR 2000 va lua naștere la 31 august.
- 10 august: Proteste ale investitorilor FNI care cer o confirmare scrisă că vor primi banii investiți înapoi. Premierul Mugur Isărescu a anunțat că păgubiții FNI nu vor fi despăgubiți din fonduri publice.
- 14 august: Țarul Nicolae al II-lea și câțiva membri ai familiei imperiale, asasinați în anul 1918 de către bolșevici, sunt canonizați de către sinodul Bisericii Ortodoxe Ruse.

### Septembrie

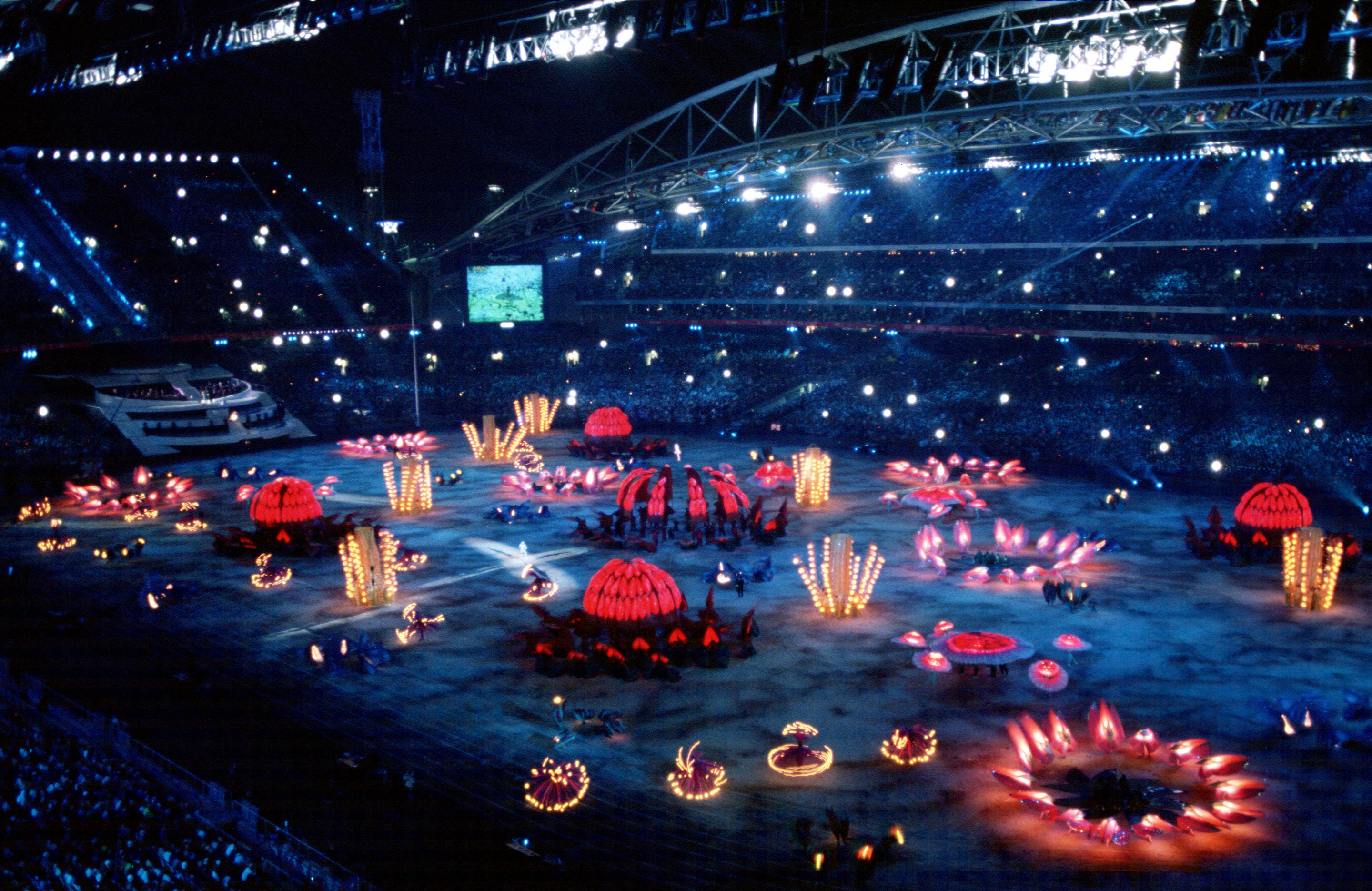
Ceremonia de deschidere a Jocurilor Olimpice de vară de la Sydney, Australia

- 12 septembrie:  Comisia parlamentară de anchetă a FNI și-a prezentat raportul din care rezultă că la FNI s-au produs ilegalități în lanț, pe parcursul câtorva ani, favorizate de indiferența, lipsa de control sau chiar colaborarea unor instituții ale statului: CNVM, Ministerul Finanțelor, CEC, BNR, Banca Agricolă, Ministerul Justiției, Guvernul, Parlamentul.[7]
- 14 septembrie 2000: Microsoft a lansat Windows Me (Windows Millennium Edition), un sistem de operare destinat în special utilizatorilor casnici. Aceasta a fost ultima versiune din familia Windows bazată pe nucleul MS-DOS și a reprezentat o tranziție către epoca modernă a sistemelor de operare Windows. Dar acesta a fost un eșec.
- 15 septembrie: Ceremonia de deschidere a Jocurilor Olimpice de vară Sydney, Australia.

### Octombrie
- 8 octombrie: Michael Schumacher își câștigă al treilea titlu mondial în Formula 1 și astfel își începe dominația asupra sportului ce avea să dureze încă patru ani.

### Noiembrie
- 9 noiembrie: Tribunalul București declară începerea procedurii de lichidare a Credit Bank.
- 26 noiembrie: Alegeri prezidențiale în România. Prezența la vot este de 65,31%. După primul scrutin Ion Iliescu conduce cu 36,35%, urmat de Corneliu Vadim Tudor 28,34% care se clasifică pentru al 2-lea scrutin.
- 27 noiembrie: În România se produce o mobilizare generală pentru a diminua șansele lui CV Tudor de a deveni președintele României. Mai multe personalități de prestigiu care l-au contestat consecvent pe Ion Iliescu îndeamnă electoratul să-l aleagă pe Ion Iliescu. Regele Mihai, Doina Cornea sau Ion Diaconescu susțin candidatura lui Iliescu pe principiul „dintre două rele trebuie să alegi răul mai mic”.[8]

### Decembrie
- 10 decembrie: Al doilea tur de scrutin al alegerilor prezidențiale. Prezența la vot este de 57,50%. Ion Iliescu reușește să obțină 66,82% din voturile valabil exprimate, iar Corneliu Vadim Tudor 33,17%.
- 13 decembrie: Curtea Constituțională respinge cererea PRM de anulare a alegerilor prezidențiale, turul doi de scrutin.
- 15 decembrie: Sunt aleși președinții celor două Camere ale Parlamentului. La Senat Nicolae Văcăroiu (PDSR), la Camera Deputaților Valer Dorneanu (PDSR).
- 20 decembrie: Ion Iliescu depune jurământul de președinte al României în Parlament.
- 28 decembrie: În plenul celor două Camere ale Parlamentului, guvernul Adrian Năstase primește votul de invesitură (314 voturi pentru, 145 împotrivă).

## Nașteri

### Ianuarie
- 5 ianuarie: Roxen (n. Larisa Roxana Giurgiu), cântăreață română
- 8 ianuarie: Noah Cyrus (Noah Lindsey Cyrus), actriță și cântăreață americană
- 19 ianuarie: Alexandru Ilie, fotbalist român

### Februarie
- 2 februarie: Valentin Mihăilă, fotbalist român (atacant)
- 19 februarie: Chisaki Morito, cântăreț japonez
- 28 februarie: Moise Kean, fotbalist italian
- 29 februarie: Ferran Torres, fotbalist spaniol

### Martie
- 1 martie: Ștefania Jipa, handbalistă română
- 15 martie: Kristian Kostov, cântăreț rus
- 21 martie: Jace Norman, actor american
- 25 martie: Jadon Sancho (Jadon Malik Sancho), fotbalist englez (atacant)
- 28 martie: Aleyna Tilki, cântăreață turcă

### Aprilie
- 2 aprilie: Biniyam Girmay, ciclist eritreean
- 12 aprilie: Manuel Turizo, cântăreț columbian
- 13 aprilie: Khea (Ivo Alfredo Thomas Serué), muzician argentinian
- 15 aprilie: Holly Mills, atletă britanică
- 22 aprilie: Antonio Sefer, fotbalist român
- 25 aprilie: Dejan Kulusevski, fotbalist suedez

### Mai
- 7 mai: Maxwell Perry Cotton, actor american
- 8 mai: Femke Verschueren, cântăreață belgiană
- 9 mai: Ștefan Târnovanu, fotbalist român
- 15 mai: Daiana Iastremska, jucătoare de tenis ucraineană
- 25 mai: Claire Liu, jucătoare de tenis americană

### Iunie

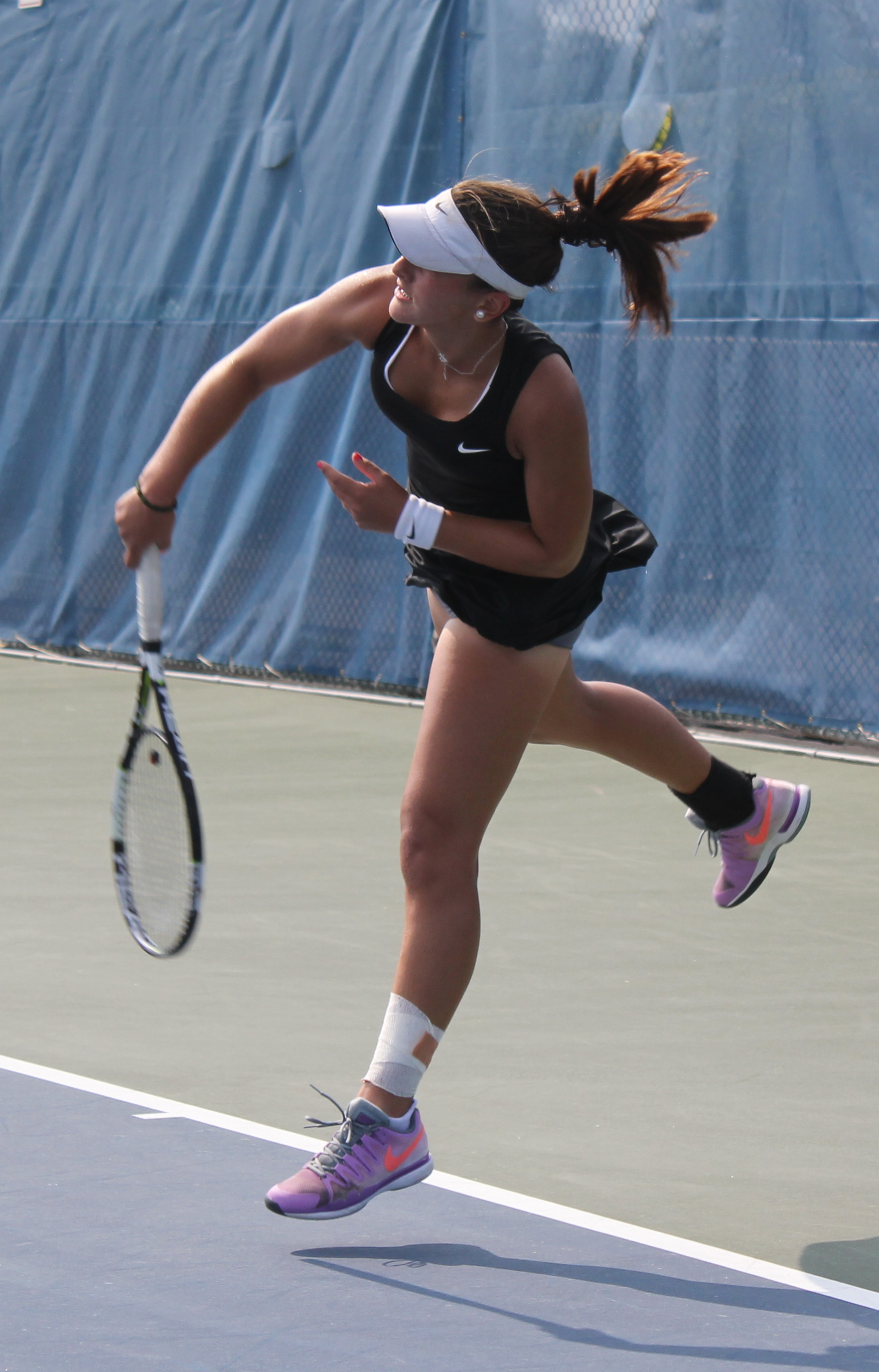
Bianca Andreescu

- 1 iunie: Diana Ciucă, handbalistă română
- 6 iunie: Bogdan Racovițan, fotbalist român
- 16 iunie: Bianca Andreescu, jucătoare de tenis canadiană, de etnie română
- 28 iunie: Yukinari Sugawara, fotbalist japonez

### Iulie
- 5 iulie: Sebastian Korda, jucător de tenis american
- 12 iulie: Vinicius Júnior (Vinícius José Paixão de Oliveira Júnior), fotbalist brazilian (atacant)
- 21 iulie: Erling Braut Håland, fotbalist norvegian (atacant)

### August
- 2 august: Varvara Graceva, jucătoare de tenis rusă
- 3 august: Landry Bender, actriță americană
- 8 august: Félix Auger-Aliassime, jucător de tenis canadian
- 17 august: Lil Pump (n. Gazzy Garcia), rapper american

### Septembrie
- 3 septembrie: Ashley Boettcher, actriță americană
- 5 septembrie: Robert Ion, fotbalist român
- 19 septembrie: Denisa Vâlcan, handbalistă română
- 25 septembrie: Rareș Mariș, cântăreț român
- 26 septembrie: Hugo Gaston, jucător de tenis francez
- 28 septembrie: Frankie Jonas (Franklin Nathaniel Jonas), muzician și actor american

### Noiembrie
- 3 noiembrie: Sergino Dest (Sergiño Gianni Dest), fotbalist american
- 5 noiembrie: Laura Engelmann, Fotomodel
- 7 noiembrie: Claudiu Petrila, fotbalist român
- 14 noiembrie: Andreea Ana, luptătoare română
- 20 noiembrie: Paulina Skrabytė, cântăreață lituaniană
- 25 noiembrie: Kaja Juvan, jucătoare de tenis slovenă

## Decese

### Ianuarie

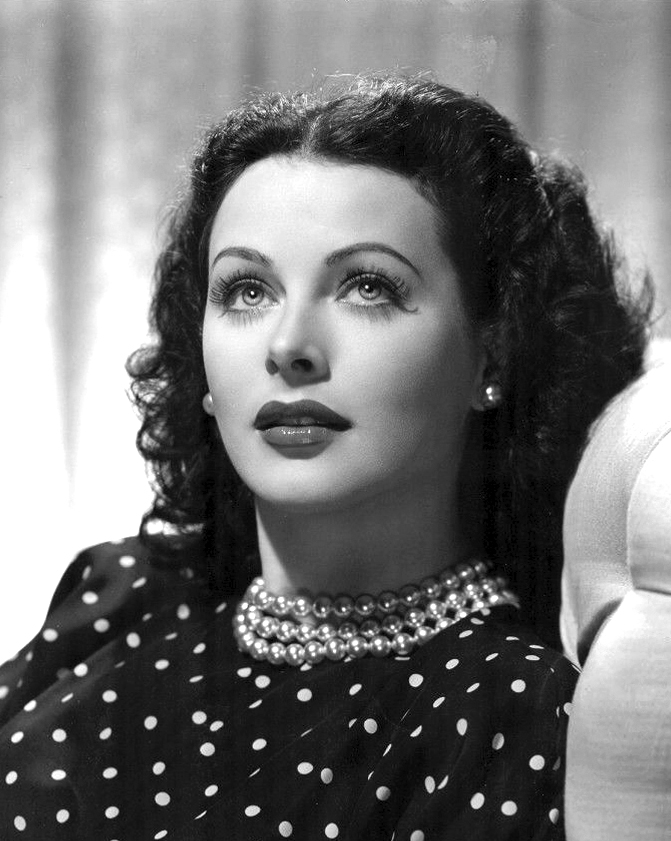
Hedy Lamarr

- 1 ianuarie: Gheorghe Popescu, 80 ani, fotbalist român (atacant), (n. 1919)
- 2 ianuarie: Maria Mercedes de Bourbon (n. María de las Mercedes Cristina Genara Isabel Luísa Carolina Victoria), 89 ani, mama regelui Juan Carlos I al Spaniei (n. 1910)
- 4 ianuarie: Erwin Knausmüller, 87 ani, actor sovietic (n. 1912)
- 8 ianuarie: Elemér Apor, 92 ani, scriitor maghiar (n. 1907)
- 8 ianuarie: Martha Kessler (Martha Bugariu-Kessler), 70 ani, cântăreață română de operă (n. 1930)
- 14 ianuarie: Clifford Truedell (Clifford Ambrose Truesdell), 80 ani, matematician american (n. 1919)
- 16 ianuarie: Robert R. Wilson (Robert Rathbun Wilson), 85 ani, fizician american (n. 1914)
- 17 ianuarie: Ion Rațiu (n. Ion Augustin Nicolae Rațiu), 82 ani, politician român, vicepreședinte al Partidului Național Țărănesc Creștin Democrat (n. 1917)
- 19 ianuarie: Bettino Craxi, 65 ani, politician italian (n. 1934)
- 19 ianuarie: Hedy Lamarr (n. Hedwig Eva Maria Kiesler), 85 ani, actriță americană de etnie austriacă (n. 1914)
- 20 ianuarie: Nicolae Ioana, 60 ani, scriitor român (n. 1939)
- 21 ianuarie: Victor Cavallo (n. Vittorio Vitolo), 52 ani, actor italian (n. 1947)
- 23 ianuarie: Ecaterina Ciorănescu-Nenițescu, 91 ani, chimistă română (n. 1909)
- 26 ianuarie: Willie Hamilton, 82 ani, politician britanic (n. 1917)
- 26 ianuarie: Jean-Claude Izzo, 54 ani, scriitor francez (n. 1945)
- 26 ianuarie: A. E. van Vogt (Alfred Elton van Vogt), 87 ani, scriitor canadian de literatură SF (n. 1912)
- 29 ianuarie: Andrei Gherguț, 83 ani, preot romano-catolic român (n. 1916)

### Februarie
- 2 februarie: Teruki Miyamoto, 59 ani, fotbalist japonez (n. 1940)
- 3 februarie: Florența Albu, 65 ani, poetă română (n. 1934)
- 8 februarie: Ion Gheorghe Maurer, 97 ani, comunist român (n. 1902)
- 11 februarie: Jacqueline Auriol, 82 ani, aviatoare franceză (n. 1917)
- 11 februarie: Margarita Brender Rubira, 80 ani, arhitectă română (n. 1919)
- 12 februarie: Screamin' Jay Hawkins (Jalacy Hawkins), 70 ani, muzician american (n. 1929)
- 13 februarie: Elyakim Badian, 74 ani, politician israelian (n. 1925)
- 19 februarie: Friedensreich Hundertwasser, 71 ani, artist austriac (n. 1928)
- 23 februarie: Ofra Haza, 42 ani, cântăreață israeliană (n. 1957)
- 25 februarie: Mihail Florescu (n. Iacobi Iancu), 88 ani, chimist român (n. 1912)
- 26 februarie: Giovanna a Italiei (n. Giovanna Elisabetta Antonia Romana Maria), 92 ani, soția regelui Boris al III-lea al Bulgariei (n. 1907)

### Martie
- 4 martie: Cella Dima, 83 ani, actriță română (n. 1916)
- 5 martie: Nicolae-Victor Teodorescu, 92 ani, matematician român (n. 1908)
- 7 martie: Hirokazu Ninomiya, 82 ani, fotbalist japonez (atacant), (n. 1917)
- 7 martie: Théodore Brauner, 85 ani, fotograf român (n. 1914)
- 9 martie: Ion Oarcăsu, 74 ani, critic literar român (n. 1925)
- 21 martie: Bogdan Căuș (Arșag Bogdan Căuș), 79 ani, jurnalist român (n. 1920)
- 21 martie: Mircea Zaciu, 71 ani, critic și istoric literar român (n. 1928)
- 25 martie: Victor Naghi, 79 ani, director al ARO Câmpulung, român (n. 1920)
- 25 martie: Paul Călinescu, 97 ani, regizor român (n. 1902)
- 26 martie: Karel Thole (Carolus Adrianus Maria Thole), 85 ani, pictor din Țările de Jos (n. 1914)
- 31 martie: Alexandru Cumpătă, 78 ani, pictor român (n. 1922)

### Aprilie
- 3 aprilie: Terence McKenna (Terence Kemp McKenna), 53 ani, scriitor american (n. 1946)
- 6 aprilie: Habib Bourguiba, 96 ani, primul președinte al Tunisiei (1957-1987), (n. 1903)
- 7 aprilie: Moacir Barbosa Nascimento, 79 ani, fotbalist brazilian (portar), (n. 1921)
- 10 aprilie: David Klîșko, 70 ani, fizician rus (n. 1929)
- 13 aprilie: Giorgio Bassani, 84 ani, scriitor italian (n. 1916)
- 14 aprilie: Andrei Sârbu, 49 ani, artist din R. Moldova (n. 1950)
- 29 aprilie: Antonio Buero Vallejo, 83 ani, dramaturg spaniol (n. 1916)

### Mai
- 1 mai: Steve Reeves (Stephen Lester Reeve), 74 ani, actor american (n. 1926)
- 4 mai: Hendrik Casimir (Hendrik Brugt Gerhard Casimir), 90 ani, fizician neerlandez (n. 1909)
- 17 mai: Nestor Vornicescu (n. Neculai Vornicescu), 72 ani, teolog român (n. 1927)
- 21 mai: Erich Mielke (Erich Fritz Emil Mielke), 92 ani, politician german (n. 1907)
- 28 mai: Vlad Ionescu (Vlad Ștefăniță Ionescu), 62 ani, inginer român (n. 1938)

### Iunie
- 3 iunie: Merton Miller (Merton Howard Miller), 77 ani, economist american, laureat al Premiului Nobel (1990), (n. 1923)
- 4 iunie: Takashi Kano, 79 ani, fotbalist japonez (atacant), (n. 1920)
- 5 iunie: Houshang Golshiri, 62 ani, scriitor iranian (n. 1937)
- 6 iunie: Frédéric Dard (aka San Antonio), 78 ani, scriitor francez (n. 1921)
- 15 iunie: Jules Roy, 92 ani, scriitor francez (n. 1907)
- 16 iunie: Împărăteasa Kōjun (n. Prințesa Nagako), 97 ani, soția împăratului Hirohito al Japoniei (n. 1903)
- 21 iunie: Ion Alecsandrescu, 71 ani, fotbalist român (atacant), (n. 1928)
- 22 iunie: Philippe Chatrier (Philippe Georges Yves Chatrier), 72 ani, jucător francez de tenis (n. 1928)
- 24 iunie: Vintilă Cossini, 86 ani, fotbalist român (n. 1913)
- 26 iunie: Corneliu Mănescu, 84 ani, comunist român (n. 1916)
- 26 iunie: Avraham Yosef Schapira, 79 ani, politician israelian (n. 1921)

### Iulie
- 1 iulie: Walter Matthau (n. Walter John Matthow), 79 ani, actor american de etnie evreiască (n. 1920)
- 5 iulie: Joseph Wohlfart, 80 ani, politician luxemburghez (n. 1920)
- 26 iulie: John Wilder Tuckey, 85 ani, statistician american (n. 1915)

### August
- 5 august: Ștefan Berindei, 58 ani, muzician român (n. 1942)
- 5 august: Alec Guinness, 86 ani, actor britanic (n. 1914)
- 6 august: Petre Gheorghiu, 71 ani, actor român (n. 1929)
- 9 august: John Harsanyi, 80 ani, economist maghiar, laureat al Premiului Nobel (1994), (n. 1920)
- 12 august: Loretta Young, 87 ani, actriță americană (n. 1913)
- 19 august: Lee Sholem (Lee Tabor Sholem), 87 ani, regizor american de film (n. 1913)
- 19 august: Andrei Scrima (André Scrima), 74 ani, arhimandrit, teolog ortodox (n. 1925)
- 22 august: Abulfaz Elchibey, 62 ani, politician azer (n. 1938)

### Septembrie
- 4 septembrie: David Brown, 53 ani, muzician american (Santana), (n. 1947)
- 7 septembrie: Virgil Săhleanu, 54 ani, lider sindical român (n. 1946)
- 15 septembrie: Harmar Nicholls, 87 ani, politician britanic (n. 1912)
- 16 septembrie: Ioan Alexandru (n. Ion Șandor Janos), 59 ani, poet, eseist, publicist și politician român, membru fondator și vicepreședinte al Partidului Național Țărănesc Creștin Democrat (n. 1941)
- 16 septembrie: Georghi R. Gongadze (Georghi Ruslanovici Gongadze), 31 ani, jurnalist ucrainean (n. 1969)
- 16 septembrie: Valeriu Sterian, 47 ani, cântăreț, muzician și compozitor român de muzică folk și rock (n. 1952)
- 17 septembrie: Dem Rădulescu (Dumitru R. Rădulescu), 68 ani, actor român (n. 1931)
- 20 septembrie: Stanislav Stratiev, 59 ani, scriitor bulgar (n. 1941)
- 21 septembrie: Iskandar Hatloni, 45 ani, politician tadjic (n. 1954)
- 22 septembrie: Yehuda Amihay, 76 ani, poet israelian (n. 1924)
- 23 septembrie: Costache Olăreanu, 71 ani, prozator român (n. 1929)
- 26 septembrie: Richard Mulligan, 67 ani, actor american (n. 1932)

### Octombrie
- 3 octombrie: Wojciech Has (Wojciech Jerzy Has), 75 ani, regizor de film polonez (n. 1925)
- 8 octombrie: Cătălin Hîldan (Cătălin George Hîldan), 24 ani, fotbalist român (n. 1976)
- 8 octombrie: Mihai Pop, 92 ani, etnolog român (n. 1907)
- 10 octombrie: Sirimavo Bandaranaike (Sirimavo Ratwatte Dias Bandaranaike), 84 ani, politiciană srilankeză (n. 1916)
- 13 octombrie: Jean-Henri Azéma, 86 ani, poet francez (n. 1913)
- 19 octombrie: Tudor Dumitru Savu, 45 ani, jurnalist român (n. 1954)
- 20 octombrie: Elisa Galvé (n. Leonora Ferrari Tedeschi), 78 ani, actriță argentiniană (n. 1922)
- 23 octombrie: Yokozuna (Rodney Agatupu Anoaʻi), 34 ani, wrestler american (n. 1966)

### Noiembrie
- 1 noiembrie: Steven Runciman (James Cochran Stevenson Runciman), 97 ani, istoric britanic (n. 1903)
- 7 noiembrie: Ingrid a Suediei (n. Ingrid Victoria Sofia Louise Margareta), 90 ani, soția regelui Frederick al IX-lea al Danemarcei (n. 1910)
- 7 noiembrie: Boris Zahoder, 82 ani, poet rus (n. 1918)
- 12 noiembrie: Henry Mălineanu, 80 ani, compozitor și dirijor român (n. 1920)
- 13 noiembrie: Gheorghe Ghimpu, 63 ani, politician din R. Moldova și patriot român (n. 1937)
- 14 noiembrie: Barbu Zaharescu (n. Bercu Zuckerman), 94 ani, economist român (n. 1906)
- 16 noiembrie: Laurențiu Ulici, 57 ani, critic literar român (n. 1943)
- 17 noiembrie: Louis Eugène Félix Néel, 95 ani, fizician francez, laureat al Premiului Nobel (1970), (n. 1904)
- 18 noiembrie: Anghel Mora (n. Mihai Diaconescu), 51 ani, actor român (n. 1949)
- 20 noiembrie: Kalle Päätalo (Kaarlo Alvar Päätalo), 81 ani, romancier finlandez (n. 1919)
- 25 noiembrie: Nicolae Florei, 73 ani, solist român de operă (bas), (n. 1927)
- 27 noiembrie: Elena Cernei, 76 ani, solistă română de operă (mezzosoprană), (n. 1924)
- 30 noiembrie: Stela Furcovici, 46 ani, actriță română (n. 1954)

### Decembrie
- 4 decembrie: Henck Arron (Henck Alphonsus Eugène Arron), 64 ani, om politic surinamez, prim-ministru (1973-1980), vicepreședinte al Republicii Surinam (1988-1990), (n. 1936)
- 4 decembrie: Horia Bernea, 62 ani, pictor român (n. 1938)
- 10 decembrie: José Águas (José Pinto Carvalho Santos Águas), 70 ani, fotbalist portughez (atacant), (n. 1930)
- 15 decembrie: Efrem Vîșcauțan, 85 ani, evreu basarabean, profesor-metodolog de muzică și violonist sovietic din R. Moldova (n. 1915)
- 19 decembrie: Koharu Kisaragi, 44 ani, scriitoare japoneză (n. 1956)
- 25 decembrie: W.V. Quine (Willard Van Orman Quine), 92 ani, filosof și logician american (n. 1908)
- 26 decembrie: Jason Robards (Jason Nelson Robards, Jr.), 78 ani, actor american (n. 1922)
- 29 decembrie: Jacques Laurent, 81 ani, scriitor francez (n. 1919)
- 31 decembrie: Vasile Rus-Batin, 66 ani, sculptor român (n. 1934)

## Premii Nobel
- Fizică: Zhores I. Alferov (Belarus), Herbert Kroemer (Germania), Jack S. Kilby (SUA)
- Chimie: Alan J. Heeger, Alan G. MacDiarmid (SUA), Hideki Shirakawa (Japonia)
- Medicină: Arvid Carlsson (Suedia), Paul Greengard (SUA), Eric R. Kandel (Austria)
- Literatură: Gao Xingjian (China)
- Pace: Kim Dae-jung (Coreea de Sud)